# Iglesia de Lashtjveri
La Iglesia de Lashtjveri o la Iglesia de Lashtjveri del Arcángel (en idioma georgiano: ლაშთხვერის მთავარანგელოზის ეკლესია), también conocida como la iglesia de Taringzel (en idioma esvano: თარინგზელ) es un edificio medieval perteneciente a la Iglesia Ortodoxa Georgiana en la provincia de Svanetia, al noroeste de Georgia, ahora parte del municipio de Mestia, región de Samegrelo-Zemo Svaneti. Arquitectónicamente es una iglesia de salón, su característica más reconocible es una serie de frescos pintados tanto en paredes interiores como exteriores, que datan de los siglos XIV y XV. Más allá de escenas religiosas y retratos, las pinturas incluyen una rara ilustración de episodios del romance épico de Amiran-Darejaniani. La iglesia está inscrita en la lista de los Monumentos culturales Inamovibles de importancia nacional de Georgia.

## Localización

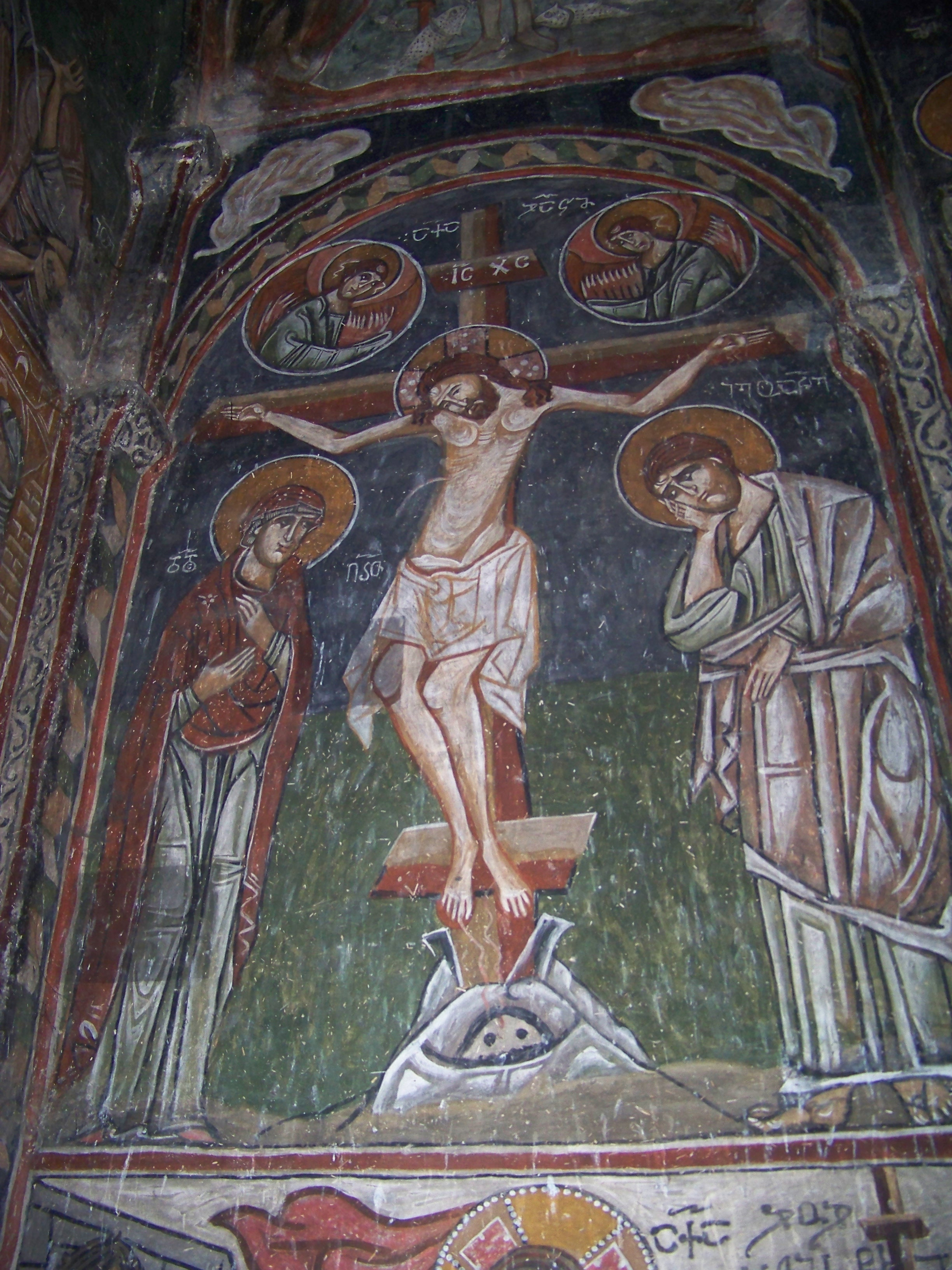
La Crucifixión, un fresco en la pared interna del norte.

La iglesia de Lashtkhveri se encuentra en el extremo suroeste del pueblo de Lashtkhveri (Laštxver), a 1380 m sobre el nivel del mar, en la unidad territorial Lenjeri del municipio de Mestia, en las estribaciones del Gran Cáucaso. Esta parte de Svanetia fue conocida como «Svanetia Libre» en el siglo XIX. No hay fuentes literarias contemporáneas sobre la construcción y la historia de Lashtkhveri. La iglesia y los objetos conservados en ella fueron descritos por primera vez, en detalle, por el erudito Ekvtime Taqaishvili durante su expedición a Svanetia el año 1910.

## Descripción
El Arcángel es una pequeña y arquitectónicamente sencilla iglesia de planta de salón, basada en un zócalo de dos escalones y construida con bloques de piedra caliza cuidadosamente cortados. La nave está dividida en dos tramos casi iguales por un par de pilastras arqueadas. Se puede ingresar al edificio desde el oeste a través de una puerta rectangular con un tímpano interno arqueado. La iglesia está iluminada por cuatro ventanas, una en el muro del altar y en el muro oeste y dos en el muro este, una de las cuales ilumina directamente el fresco de un San Jorge ecuestre en el muro opuesto. La pared del altar contiene dos nichos arqueados, a ambos lados de la ventana. Los marcos de las ventanas en el exterior están decorados con piedra tallada. La iglesia está coronada por una sencilla cornisa. Anexa al muro oeste hay una cámara construida posteriormente y techada con bloques de madera.

### Frescos

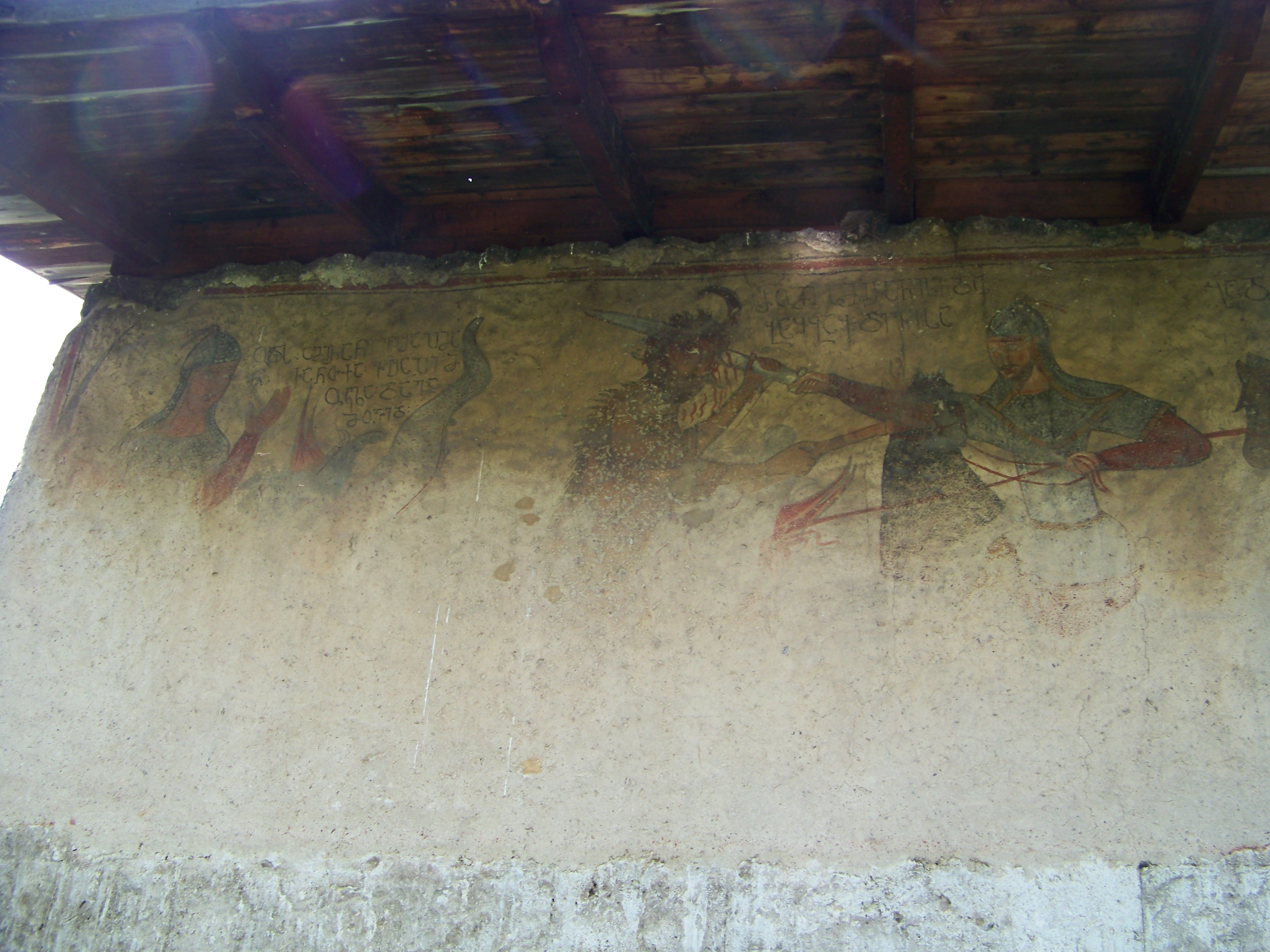
Amiran-Darejaniani, un fresco en la pared exterior norte.

La iglesia está adornada ávidamente con frescos, que datan de la segunda mitad del siglo XIV y principios del XV. El estilo de las pinturas es una versión local del arte tardío bizantino paleólogo, ejecutado de una manera característicamente tosca. Dentro del edificio, la bóveda de horno y las paredes tienen una serie de frescos que representan un ciclo cristológico, padres de la iglesia y varios santos. Los muros exteriores también contienen frescos, ahora parcialmente desvaídos, que incluyen la caza de San Eustaquio en la fachada este, jinetes aureolados en el sur, Deesis en el oeste y escenas únicas del romance georgiano medieval Amiran-Darejanianien al norte. Las pinturas están acompañadas de inscripciones explicativas en la escritura asomtavruli georgiana medieval.